# 사만다 스카피디
사만다 스카피디(Samantha Scaffidi, 1989년 12월 24일 ~ )는 배우, 영화배우이다. 뉴욕에서 태어났다.
단편영화에서 경력을 시작한 후 테리파이어(2016), 테리파이어 2(2022), 테리파이어 3(2024)에 출연하여 테리파이어 영화 프랜차이즈에서 빅토리아 헤이스 역으로 알려지게 되었다. 게다가 데몬 홀(2017)에서 루체 역을 맡아 주연을 맡았다. 연기 외에도 스카피디는 RAINN 공익 광고 Wait(2019)를 연출한 것으로 알려져 있다.

## 영화
- 테리파이어 (2017년)